# Piedra de aviso contra guerra y fascismo

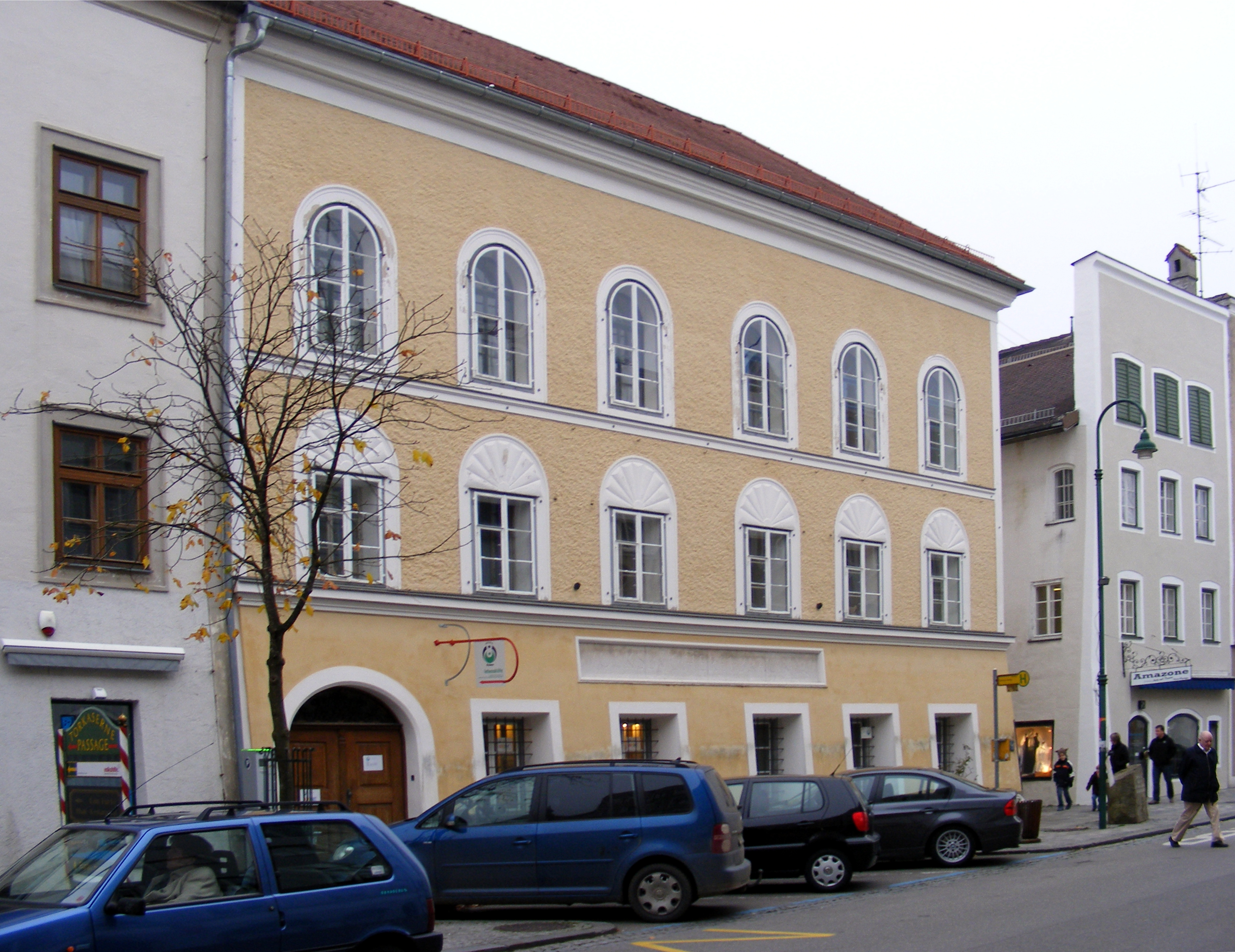
Casa Natal de Adolf Hitler en Braunau.

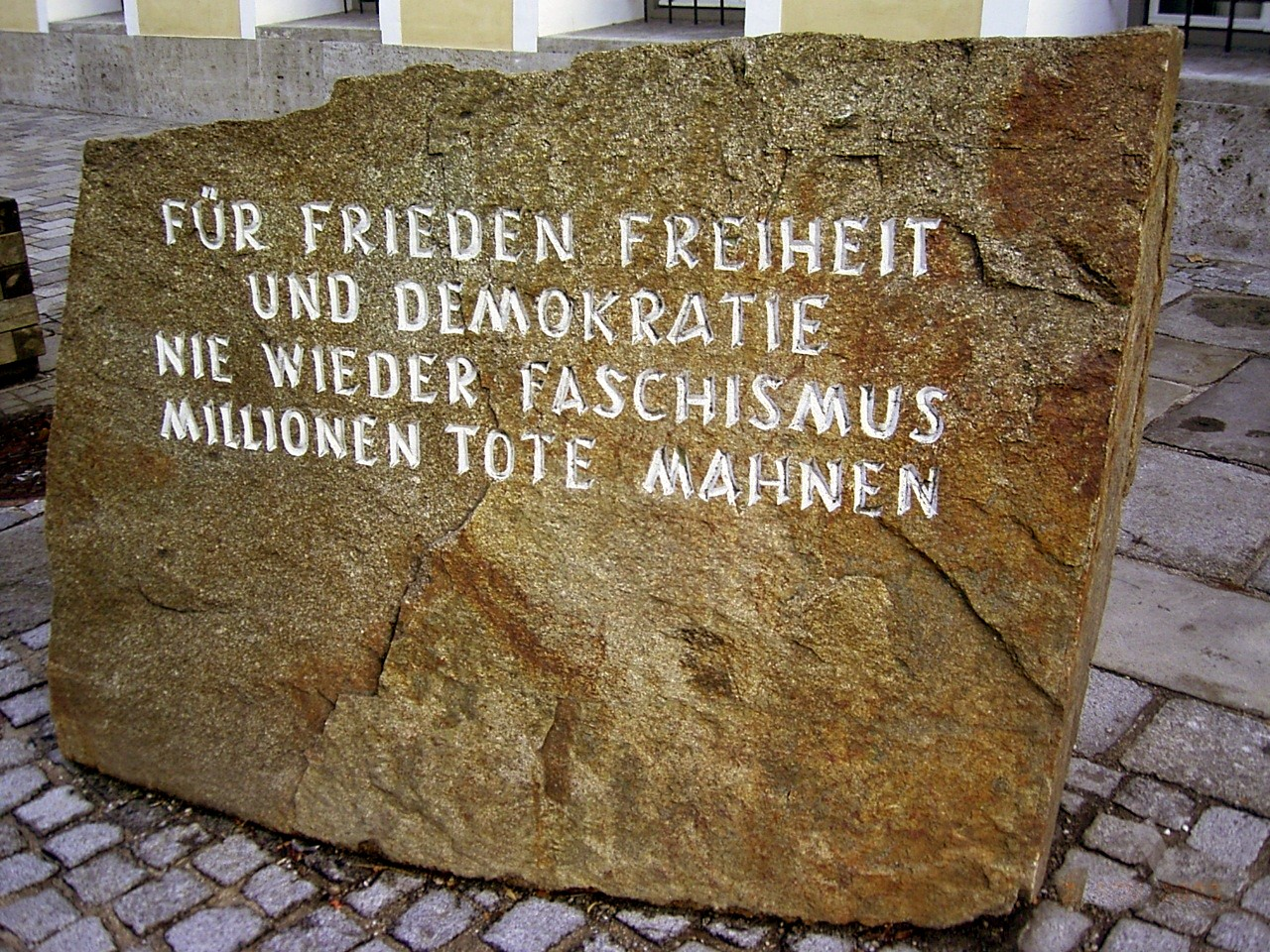
Piedra de aviso frente la casa natal de Adolf Hitler en Braunau.

La Piedra de aviso contra guerra y fascismo (o Monumento contra la guerra y el fascismo) en Braunau am Inn (Austria) está situada frente la casa natal de Adolf Hitler y sirve como aviso en conmemoración de las atrocidades del nazismo. La piedra fue inaugurada en 1989.

## Historia
La casa natal de Hitler fue construida en el siglo XVI originalmente teniendo dos casas unidas entre sí y siendo una posada. A finales del siglo XIX Hitler vivió ahí por tres años junto con su familia. En la primera mitad del siglo XX la parte trasera de la casa fue demolida y luego la parte frontal que aún queda sirvió como biblioteca municipal hasta 1965. Después sirvió como sede de un banco. Entre 1970 y 1976 albergó algunas clases de un colegio local. Más adelante se convirtió en la sede de 'Lebenshilfe', una institución comunitaria que trabaja con discapacitados. Desde el 2011 la casa se mantiene vacía. No se sabe si la verdadera casa natal de Hitler es la frontal que aún existe o la trasera que fue demolida en el siglo XX.
En 1989 el entonces alcalde, Gerhard Skiba, promovió la instalación del monumento frente a la casa natal de Hitler. Se trata de una piedra que fue traída desde el cercano campo de concentración de Mauthausen.
La inscripción sobre la piedra es, en alemán: 
«Für Frieden, Freiheit
 und Demokratie.
 Nie wieder Faschismus. 
Millionen Tote mahnen.»

(en español: 
Para la paz, la libertad 
y la democracia.
 Nunca jamás fascismo.
 Millones de muertos lo advierten.)